# Nordlangeland Pastorat
Nordlangeland Pastorat er et pastorat i Langeland-Ærø Provsti, Fyens Stift med de seks sogne:
- Bøstrup Sogn
- Hou Sogn
- Snøde Sogn
- Stoense Sogn
- Tranekær Sogn
- Tullebølle Sogn

I pastoratet er der seks kirker
- Bøstrup Kirke
- Hou Kirke
- Snøde Kirke
- Stoense Kirke
- Tranekær Kirke
- Tullebølle Kirke